# La Belleza
La Belleza es un municipio del departamento de Santander, Colombia, que forma parte de la provincia de Vélez. 
Fue fundada el 29 de julio de 1928 por Segundo José Marín, Ana Elvia Ariza de Marín y Luis Pérez Téllez.

## División Político-Administrativa
Además de su cabecera municipal. La Belleza tiene bajo su jurisdicción los centros poblados:
- El Rubí
- La Quitaz
- Los Valles

## Geografía

### Descripción física
- Regiones naturales: tierra fría, tierra templada y tierra caliente.
- Sistemas montañosos: cuchillas de El Minero y la Tipa; cordones de El Filo y Sitio Nuevo.
- Ríos: Blanco o Peñabonita, Minero y Negro.
- Lagunas: Moravia.
- Quebradas: La Tipa, La Quitaz, Pescado, Granadilla, Panjuilera, Chiconala, Barroblanco, Naranjeña, Infiernera y La Florida.

### Límites del municipio
- Por el oriente con el municipio de Sucre, Santander.
- Por el occidente con el departamento de Boyacá (municipio de Otanche).
- Por el norte con el municipio de Sucre, Santander.
- Por el sur con el municipio de Florián, Santander.
- Extensión total: 219 km².
- Extensión área urbana: 0.18 km².
- Extensión área rural: 218.2 km².
- Altitud de la cabecera municipal (metros sobre el nivel del mar): 2200.
- Temperatura media: 12 °C.
- Distancia de referencia: 210 km a Bogotá.
- 270 km a Bucaramanga y 120 km a la ciudad de Tunja.

## Ecología

### Flora

#### Selva inferior
En cuanto a la composición florística de esta formación, las familias más características en esta zona del municipio son leguminosae, asteraceae, anonaceae, myrtaceae, bignoniaceae, solanaceae, acanthaceae, entre los géneros están Erythrina fusca (anaco), Polymnia pyramidalis (anime), Triplaris americana (barasanta), Anona spp. (anón), Jacaranda caucana (gualanday), Trichantera gigantea (aro, madre de agua) entre otras.
Otras familias de gran importancia son Meliaceae, Clusiaceae, Leguminosae (Mimosáceas, Fabaceae, Caesalpinaceae), Burseraceae, Anacardiaceae, Arecaceae, entre las especies más comunes se encuentran Cedrela spp., Clusia spp., Inga spp., Dacryoides acutipyrena (caraño), Terminalia catappa (almendro), Ceiba spp., Eugenia jambos (pomarroso), Croton cupreatus (mopo), Jacaranda copaia (chingalé), Cecropia spp. (yarumo), Gulielma gasipaes (cachipay), Miconia spp. (tuno esmeraldo) y Anacardium excelsum (caracolí).
Especies de la selva inferior ecológica y económicamente importantes. Los bosques inferiores sólo están representadas por bosques secundarios dispersos que se han originado por el avance de la colonización y por la extracción indiscriminada de madera. Las especies importantes económicamente y utilizadas por la población coinciden con aquellas especies que ecológicamente son muy significativas por su función ya que proporcionan las condiciones de hábitat para establecimiento y desarrollo de otras especies de menos porte y pertenecientes a los estratos inferiores.
Especies representativas de la selva inferior:
almendro, amarillo, anaco, anime, aro, arrayán, barasanta, borrachero, cachipay, caracolí, caraño, cedro, ceiba, cucharo, chingalé, guadua, gualanday, guamo, guayabo, guayacán, lechero, manchador, mopo, mulato, naranjo, platanillo, pomarroso, tuno.

#### Selva subandina
Entre las familias mejor conocidas por la población y características de la selva subandina en este municipio se encuentran combretaceae, myrtaceae, bombacaceae, arecaceae, anacardiaceae, burseraceae, meliaceae, piperaceae, malvaceae, clusiaceae, poaceae, leguminosae, bignoniaceae, cecropiaceae, entre las especies más representativas están Terminalia catappa (almendro), Myrcia spp. (arrayán), Ochroma pyramidale (balso), Calathea lutea (bijao), Gulielma gasipaes (cachipay), Anacardium excelsum (caracolí), Dacryodes acutipyrena (caraño), Ceiba pentandra (ceiba), Astrocaryum malybo (chingalé), Clusia multiflora (gaque), Inga densiflora (guamo), Tabebuia spp. (guayacán), Bauhinia picta (patevaca), Rhus juglandifolia (Pedro Hernández) entre otras.
Especies representativas de la selva subandina:
aguacatillo, almendro, amarillo, anime, arrayán, balso, bijao, cachipay, camino, caracolí, caraño, cedro, ceiba, cordoncillo, chingalé, escoba, estoraque, eucalipto, gaque, granizo, guadua, guamo, guayabo, guayacán, higuerón, laurel, manchador, mopo, mulato, palma de tagua, patevaca, pedro hernández, pomarroso, sauce, sietecueros, yarumo.

#### Selva andina
La composición florística propia de la selva andina para este municipio se encuentra conformada por individuos de las familias Lauraceae, Verbenaceae, Moraceae, Meliaceae, Myrtaceae, Poaceae, Malpighiaceae, Juglandaceae, Cyatheaceae, Arecaceae, Rubiaceae, Fagaceae y Melastomataceae, entre las especies mejor conocidas están Cytharexylum subflavescens (cajeto), Endlicheria columbiana (comino), Ficus tequendamae (caucho), Cedrela spp. (cedro), Byrsonima adenophylla (mulato), Juglans spp. (nogal), Trichipteris frigida (palma boba), Roystonia regia (palma real), Cinchona pubescens (quina), Quercus humboldtii (roble), Miconia squamulosa (tuno) entre otras. 
Especies representativas de la selva andina:
Acacia, Aliso, Amarillo, Arrayán, Balso, Cajeto, Camino, Carbonero, Caucho, Cedro, Chachafruto, Chubacá, Drago, Eucalipto, Gaque, Guadua, Guayabo, Guayacán, Higuerón, Lechero, Madre de agua, Manchador, Mopo, Mulato, Nogal, Ortigo, Palma boba, Palma real, Palmiche, Quebrabarriga, Quina, Roble, Tuno, Urapán, Yarumo.

### Fauna
En la parte baja del municipio de La Belleza existen pocas áreas de concentración de especies de fauna silvestre, representadas en bosques secundarios, rastrojos altos sobre áreas escarpadas o muy quebradas de difícil acceso para el hombre. Los bosques inferiores han sido fuertemente intervenidos, la escasez de alimento y albergue para dicha fauna es uno de los factores que más influyen en la ausencia de ciertas especies ya reconocidas por la comunidad. Otra causa es la presión que se ejerce sobre la fauna al cazarla de forma indiscriminada por el valor económico que representa, especialmente en los grupos de aves y mamíferos que por su belleza estética y/o por su carne son víctimas corrientes.
Ya en la formación subandina y andina las áreas correspondientes a los bosques secundarios y rastrojos conforman pequeños corredores que facilitan la movilización y/o desplazamiento de mamíferos y aves, especialmente sobre áreas de difícil acceso para el hombre, o con pendientes muy pronunciadas en donde su intervención ha sido menor. Las áreas boscosas localizadas sobre las fuentes de agua como quebradas y ríos conforman un corredor natural que facilita el desplazamiento de las especies, especialmente de mamíferos, reptiles y anfibios.
A continuación se presenta la fauna más representativa y más reconocida por la comunidad del municipio de la Belleza:
Mamíferos: 5 dedos, ardillas, armadillo, comadrejas, conejo monte, fara (zarigüeya), marta, leoncillo, nutria, ñeque, perezoso, picur, puerco espín, tigrillos, tinajo, zorros.
Avifauna: águila, arrendajo, azulejo, búhos, carpintero, cardenal, colibrí, copetón, gavilán, guacharaca, guacamaya, loro, mirla, rabí blanca, siote, torcaza, tucanes, toche.
Reptiles: talla X (Bothrops asper), mapaná (B. atrox), verde, verrugosa, morrocoy, cazadora, lagartija, coral, iguana, rabo de ají.

## Economía

### Sector agropecuario

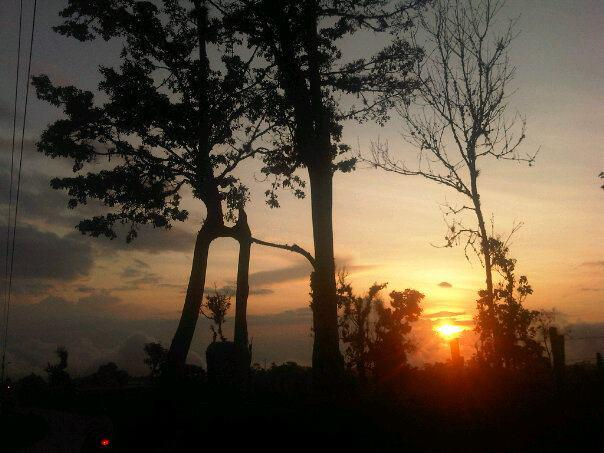
Atardecer en Los Tres Amigos.

La base principal de la economía en La Belleza gira alrededor de la ganadería y la agricultura. El 50% es de explotación ganadera, el 40% de la explotación es agrícola y el 10% es explotación forestal. En el casco urbano del municipio es el comercio el que ocupa el renglón principal de la economía, donde se destacan locales de venta al público de productos de primera necesidad como alimentos, locales comerciales como cafeterías, panaderías, restaurantes, vestuario; lo mismo que servicios como lo son hoteles y peluquerías.
Las principales actividades económicas en la zona rural forman parte del sector primario, donde se desarrolla una economía campesina fundamentalmente de tipo extractivo basada en la producción agrícola tradicional, ejerciendo una presión socioeconómica sobre los recursos naturales debido al predominio del minifundio y pequeña propiedad. 
Los productores rurales tienen la posibilidad de cultivar una amplia gama de productos, ya que el municipio cuenta con los tres pisos térmicos y existe la factibilidad de mercado de otros productos alternativos, especialmente frutales hacia otros centros de mercadeo.
En las zonas frías son abundantes las huertas lotes de menos de 1/4 de hectárea sembrado en papa, maíz, arracacha, cebolla, tomate, repollo y zanahoria; en cada familia en los patios de sus casa tienen entre 10 y 15 gallinas.
Hacia la zona de clima medio y tierra caliente se destacan cultivos como café, cacao, yuca y plátano. También se destaca la producción de tomate de árbol y papaya, los cuales presentan problemas de tipo fitosanitario, que van en detrimento de la calidad de esta, y pérdidas económicas a los cultivadores.
La ganadería doble propósito es un renglón importante en la economía del municipio, las fincas menores de 5 ha sostienen entre una (1) y tres (3) vacas; en los predios entre 5 y 10 ha sostienen entre cinco (5) y seis (6) vacas. La capacidad de carga animal por hectárea está en promedio en 1.4 U.G.G (unidades gran ganado).
Las diferentes explotaciones agropecuarias son de baja productividad y rentabilidad a los productores, debido a los bajos niveles de tecnificación, al tipo de suelos, al tamaño del predio, lo mismo que a las limitadas posibilidades de crédito para la producción.
La baja disponibilidad de vías y la falta de adecuación de las existentes constituyen una de las mayores limitaciones que condicionan la producción, debido a que impiden la fácil comercialización de los productos, especialmente en zonas distantes de los centros de consumo.
La falta de canales eficientes de comercialización de los productos agropecuarios llevan a generar cadenas de intermediación, ocasionando un gran desequilibrio entre los precios de venta del productor y el precio de compra del consumidor, y un deterioro en la capacidad productiva, ya que las ganancias que genera la comercialización no se revierten en el sector. Además, problemas como la baja calidad de los productos, la estacionalidad de la producción, la falta de infraestructura de almacenamiento y acopio, se suman a las grandes limitaciones que afectan la comercialización.
En la actualidad existe el problema de la desmedida tala de árboles que se está llevando a cabo de manera indiscriminada, y no existen programas de control ni de reforestación que den una solución al problema a corto plazo.

### Gulupa y mora
Uno de los nuevos proyectos en los que están centrados actualmente los bellezanos es la economía agraria de los cultivos de mora y gulupa. El aumento de la infraestructura de invernaderos especializados para el cultivo de gulupa ha marcado un incremento en los ingresos de los inversionistas locales y nacionales que aportan su capital para un desarrollo económico propio, y, sobre todo, para la población directa, lo que se ha visto reflejado en la calidad de vida y el aumento de la población, producto de la migración de otros municipios de Santander y Boyacá, como es el caso de trabajadores calificados y no calificados que buscan una mejor vida. Cabe destacar que una pequeña población inmigrante venezolana ha encontrado una fuente de ingresos para sus familias trabajando en los frutales.
El fruto de gulupa, Passiflora pinnatistipula, cuenta con una salida comercial tipo exportación. La producción actual cuenta con más de 2 toneladas semanales, repartidas en 4 empresas frutales que contratan con cada productor y compran sus cosechas. Dichas empresas han de cumplir con unas pautas fijadas por postcocheca basadas en un porcentaje de calidad superior al 90%. Este valor corresponde al aspecto o presentación de cada fruto para ser exportado, y no se acepta que muestren daños fitopatógenos o daños superficiales que causen una mala presentación. El embalaje es hecho por los productores, pero las empresas en la ciudad de Bogotá entre otras ciudades del país realizan supervisiones y control de calidad en los centros de acopio, de esta manera evalúan cada lote que va a ser exportado.
La mora, Rubus glaucus, es otro proyecto de inversión que no ha tenido grandes beneficios económicos como la gulupa, pero que ha fortalecido el agro campesino para familias que no cuentan con una alta inversión en infraestructura pero obtienen una rentabilidad semanal para gastos personales y un porcentaje para el mantenimiento del cultivo.

### Industria y comercio
Los establecimientos comerciales urbanos están dirigidos a ofrecer los productos de primera necesidad, a través de tiendas, misceláneas, víveres, ferreterías, estaciones de servicio y de otra parte, brindar los servicios financieros, sala de belleza, almacenes, veterinarias, empresas de transporte de pasajeros, restaurantes y hospedajes, actividades que para su funcionamiento se desarrollan como una actividad compartida en los mismos predios de las viviendas.
Habitualmente el domingo se ha constituido como el día de mercado del municipio de la Belleza, cuando los productores de las diferentes veredas e intermediarios ofrecen los productos como verduras, legumbres, frutas, granos entre otros; también llegan comerciantes de los municipios vecinos de Florián, Sucre (centros poblados La Granja y La Pradera), y, eventualmente, de Chiquinquirá, Barbosa y Puente Nacional, e incluso de Tunja, a llevar productos de agricultura de clima caliente. 
Existen gremios de los diferentes sectores de producción de la región, aunque observándose grandes deficiencias en los procesos de comercialización de los productos.
En el centro poblado La Quitaz el mercado se realiza los días sábados en el parque principal, en toldos adecuados en forma provisional para esta actividad cada semana.
Los centros poblados de El Rubí y Los Valles no cuentan con infraestructuras físicas para el expendio y comercialización de productos agrícolas: las ventas se realizan en forma puntual en tiendas para el consumo casual, actividad que se comparte en uso mixto con la vivienda.
Los productos de consumo como granos, enlatados, artículos de aseo, licores, papelería, productos agropecuarios, herramientas, artículos de ferretería que ingresan al municipio se realizan generalmente a través intermediarios desde los municipios de Barbosa, Chiquinquirá, Tunja y Bogotá. Otros productos como textiles, confecciones, lencería, víveres, enseres, son abastecidos por los diferentes establecimientos comerciales que existen en el municipio, y por intermediarios el día domingo en puestos ubicados alrededor de la plaza de mercado, provenientes de las anteriores ciudades. El intercambio comercial se hace principalmente con la ciudades de Bogotá y Tunja y,en segunda instancia, con ciudades intermedias como Puente Nacional, Barbosa y Chiquinquirá.
El municipio de La Belleza cuenta con la presencia de 2 entidades crediticias, que responden a la demanda del pequeño productor en cuanto al recurso de capital y prestan otros servicios complementarios a la comunidad.

## Servicios públicos
- Energía Eléctrica: Electrificadora de Santander (ESSA), del grupo EPM, es la empresa prestadora del servicio de energía eléctrica.
- Gas Natural: Vanti es la empresa distribuidora y comercializadora de gas natural en el municipio.